# Фэрчайлд, Дэвид
Дэ́вид Фэ́рчайлд (англ. David Grandison Fairchild; 7 апреля 1869, Лансинг — 6 августа 1954, Коконат-Гров) — американский ботаник, садовод и коллекционер растений.

## Биография
Дэвид Фэрчайлд родился в Лансинге 7 апреля 1869 года. В 1888 году окончил Университет сельского хозяйства штата Канзас. В 1889 году Фэрчайлд присоединился к Министерству сельского хозяйства Соединённых Штатов в Вашингтоне как ботаник и исследователь растений в разделе патологии растений. Занимался поисками растений, обладающих экономической и эстетической ценностью, и которые могли бы выращиваться в Соединённых Штатах. 
При поддержке и участии путешественника и филантропа Барбура Латропа, Дэвид Фэрчайлд проводил исследования в Азии, в южной части Тихого океана, в голландской Ост-Индии и Вест-Индии, в Южной Америке, Египте, Цейлоне, Китае, Японии, Персидском заливе, в Восточной Африке и в Южной Африке. Эти исследования привели к внедрению в США многих тропических растений, имеющих для государства экономическое значение. Ему приписывают наблюдение за введением больше чем 80000 видов и сортов растений в Соединённых Штатах. Фэрчайлд был ответственен за внедрение в США более 200000 экзотических растений. В 1933 году Национальная академия наук США наградила его Медалью социальной защиты населения (англ. Public Welfare Medal) за исключительные достижения в развитии и продвижении исследований растений и внедрение новых кустарников и деревьев в Соединённые Штаты. Фэрчайлд был одним из самых влиятельных садоводов и коллекционеров растений в США. 
Дэвид Фэрчайлд умер 6 августа 1954 года.

## Научная деятельность
Дэвид Фэрчайлд специализировался на семенных растениях.

## Некоторые публикации
- The World Was my Garden: Travels of a Plant Explorer. (New York: C. Scribner’s Sons, 1938).
- Garden Islands of the Great East: Collecting Seeds from the Philippines and Netherlands India in the Junk 'Chêng ho. (New York: C. Scribner’s Sons, 1943).
- The World Grows Round My Door; The Story of The Kampong, a Home on The Edge of the Tropics. (New York: C. Scribner’s Sons, 1947).
- Exploring for Plants. (New York: Macmillan, 1930).